# Corte Suprema de Arkansas
La Corte Suprema de Arkansas (en inglés: Supreme Court of Arkansas) es el tribunal supremo estatal de Arkansas. Tiene carácter definitivo, aunque en gran medida es un Tribunal de apelación sobre todo tribunal que interprete leyes estatales o jurisdicción original del estado. La Corte Suprema tiene el poder de revisión, la capacidad de invalidar una ley o estatuto por contravenir una disposición de la Constitución de Arkansas. También puede anular las directivas gubernamentales por violar la Constitución o el derecho estatutario. Sin embargo, no puede intervenir en un área del derecho sobre la que no tiene jurisdicción.

## Historia
Creada por la Constitución de 1836, en su artículo 5, la Corte Suprema estuvo compuesta por tres jueces, es decir, el presidente del Tribunal Supremo y dos vocales, elegidos por períodos de ocho años por la Asamblea General de Arkansas. Sin embargo, según la ley 205 de 1925, el número de vocales se amplió hasta seis.  Los jueces son elegidos por períodos de ocho años, renovables, de manera escalonada, para evitar que sea completada la sala en una sola elección. Las vacantes se cubren por nombramiento interino del gobernador.
Cuando ocurre una vacante, el gobernador, con el visto bueno del Senado, nombra un nuevo juez. Cada juez tiene un único voto para dilucidar los casos presentados ante el Tribunal. Cuando hay una mayoría de jueces sobre un asunto, el presidente del tribunal decide quién argumenta las conclusiones del Tribunal de Justicia; de lo contrario, el juez de mayor rango de la mayoría asigna la tarea de redactar la sentencia.
La Corte tiene su sede en el edificio de la Corte Suprema en Little Rock (Arkansas).

## Membresía
Actualmente hay siete jueces en la Corte Suprema: Presidente del Tribunal Supremo, Dan Kemp y seis jueces asociados.
| Escaño     | Nombre              | Nacimiento  | Nombramientp | Fin del mandato | Facultad de Derecho |
| ---------- | ------------------- | ----------- | ------------ | --------------- | ------------------- |
| Presidente | John Kemp           | 1951        | 2017         | 2024            | Arkansas            |
| 2          | J. Cody Hiland      | 1972        | 2023         | 2024            | UA Little Rock      |
| 3          | Courtney Rae Hudson | 1973        | 2011         | 2026            | Arkansas            |
| 4          | Barbara Womack Webb | 1956 o 1957 | 2021         | 2028            | Arkansas            |
| 5          | Shawn Womack        | 1972        | 2017         | 2024            | Arkansas            |
| 6          | Karen R. Baker      | 1963        | 2011         | 2030            | UA Little Rock      |
| 7          | Rhonda K. Wood      | 1969        | 2015         | 2030            | UA Little Rock      |